# 凯茜·坎贝尔-帕斯卡尔
凯茜·坎贝尔-帕斯卡尔（英語：Cassie Campbell-Pascall，1973年11月22日—），加拿大女子冰球运动员。她曾代表加拿大国家队参加1998年、2002年和2006年冬季奥林匹克运动会冰球比赛，获得二枚金牌和一枚银牌。